# Vladimir Beara
Vladimir Beara (en cirílico: Владимир Беара; n. 2 de noviembre de 1928, Zelovo-11 de agosto de 2014 en Split, Croacia) fue un jugador de fútbol croata (étnicamente serbio) que jugó como portero, principalmente, en el Hajduk Split y Estrella Roja de Belgrado. Tras retirarse del fútbol en activo se convirtió en entrenador de varios clubes y selecciones nacionales. Fue internacional absoluto con Yugoslavia, con quien disputó tres Copas del Mundo de fútbol.

## Estadísticas
Selección nacional:
- 1950-1959: Yugoslavia, 59 partidos

Clubs:
- 1947-1955 Hajduk Split, 136 partidos de liga
- 1955-1960 Estrella Roja, 83 partidos de liga
- 1960-1963 Alemannia Aquisgrán, 23 partidos de liga
- 1963-1964 Viktoria Köln, 23 partidos de liga (segunda división)

Entrenador
- 1964-1966: Freiburger FC
- 1966-1967: Sittardia Sittard
- 1967-1968: HNK Rijeka
- 1969-1970: SC Fortuna Köln
- 1973-1975: Camerún
- 1979-1979: First Vienna FC
- 1980-1981: RNK Split
- 1986-1987: BŠK Zmaj Blato

## Palmarés
Jugador
- Juegos Olímpicos: medalla de plata, 1952
- Campeón de Yugoslavia: 1950, 1952, 1955, 1956, 1957, 1959, 1960
- Copa de Yugoslavia: 1958, 1959